# سیبل (اسطوره)
سیبلی (به انگلیسی: Cybele) یا کوبلیا/مادر کوبلیا (به فریگی: Matar Kubileya/Kubeleya) احتمالاً «مادر کوهستان»، از شخصیت‌های اسطوره‌های یونان می‌باشد؛ و الهۀ مادر آناتولی است. او ممکن است پیشینه‌ای احتمالی در کهن‌ترین دوران نوسنگی در چاتال‌هویوک داشته باشد، جایی که مجسمه‌هایی از زنان چاق که گاهی نشسته‌اند، در حفاری‌ها پیدا شده است. تنها الهه شناخته شدۀ فریگیه، که احتمالاً خدای ملی آنان بوده است. استعمارگران یونانی در آسیای صغیر، آیین فریگیه‌ای آنان را پذیرفتند و اقتباس کردند و آن را در سرزمین اصلی یونان و مستعمرات دورتر یونان غربی در حدود قرن ششم قبل از میلاد گسترش دادند.